# 1040 Klumpkea
1040 Klumpkea је астероид главног астероидног појаса са средњом удаљеношћу од Сунца која износи 3,109 астрономских јединица (АЈ).
Апсолутна магнитуда астероида је 10,4 а геометријски албедо 0,063.